# الوصية (مسلسل)
الوصية مسلسل مصري عرض عام 2018.

## القصة
تدور الأحداث في إطار كوميدي حول شاب مستهتر يتوفى والده، ويترك له وصية واجبة النفاذ، فيطلب من صديقه أن يساعده في تنفيذها حتى يتمكن من الحصول على الميراث.

## فريق العمل

### بطولة
| - أكرم حسني: إبراهيم النويري (إبُّو) - أحمد أمين: سامح (سمسم) - ريم مصطفى: شاهيطاز العلا جلال (شاهي) - أحمد حلاوة: المحامي صبحي - خالد كمال: مرتضى النويري (لبوسة) - عارفة عبد الرسول: عارفة | - أميرة الشريف: بطة زوجة طارق النويري - محمد جمعة: ضياء - محمد طلعت: زهير مساعد مرتضى - محمد طعيمة: الموظف محمد علاء - دينا سالم: الموظفة منة - بهجت عدلي: أدونيس | - أحمد جمال كامبا: كامبا - بسنت النبراوي: بسنت - شيماء عباس: فاتن بنت عارفة - محمد خليفة: طلعت - عيد أبو الحمد: عم جمال - بيومي فؤاد: طارق النويري |

### ضيوف الشرف
| - كريم كوجاك: الطبيب النفسي (الحلقتان 2، 8) - أيمن وتار: عبد العزيز زبدة (الحلقات 4–6) - إسماعيل فرغلي: كنفاني (الحلقتان 4–5) - مجدي عبد الغني: شخصيته الحقيقية (الحلقة 6) - فردوس عبد الحميد: كومبارس صامت (الحلقة 6) - إسلام إبراهيم: المدرس عماد (الحلقتان 7–8) - هشام منصور: الناظر (الحلقة 7) - منى ممدوح: إخلاص زوجة عماد (الحلقتان 7–8) | - هشام عباس: شخصيته الحقيقية (الحلقة 9) - محمود الليثي: سعيد نخلة (الحلقات 10–12) - ياسمين رحمي: نادية (الحلقات 10–12) - سارة سلامة: شخصيتها الحقيقية (الحلقات 10–12) - محمد ممدوح: رمضان المانسترلي (الحلقات 13–15) - حنان يوسف: أم رمضان (الحلقات 13–15) - محمد أبو الوفا: سليمان الزعزوطي (الحلقتان 14–15) | - شريف عبد الفتاح: إسماعيل القبيصي (الحلقة 16) - محمد أوتاكا: رمضان النقاش (الحلقة 17–18) - بدرية طلبة: مديرة المستشفى (الحلقة 17–18) - خالد نجيب: ح17 ، 18 - أيمن منصور: فوزي فيوز المخترع (الحلقة 19) - أسماء جلال: ميرنا أشرف صديقة (الحلقة 19) - أمجد عابد: أ. أيمن (الحلقتان 20–21) | - بكري خالد: معتز (الحلقتان 20–21) - ياسر الرفاعي: خدمة العملاء (الحلقتان 20–21) - محمد فراج: خميس الجاسوس (الحلقتان 22–23) - عبد الرحيم حسن: حسين المقرمش (الحلقتان 22–23) - أحمد فهيم: أكسم جميل (الحلقة 23) - تغريد عبد الرحمن: وردة الخشاب (الحلقة 24–26) - أحمد فهمي: نور الهدى (الحلقة 27–28) - محمد رضوان: النونو ح28 |

## روابط خارجية
- الوصية على موقع قاعدة بيانات الأفلام العربية